# 獸醫專業委員會
獸醫專業委員會（葡萄牙語：Conselho dos Profissionais de Medicina Veterinária，簡稱 CPMV）是根據第 4/2023號法律《動物診療及商業業務法》及配套第22/2023號行政法規《獸醫專業委員會》於2023年成立的法定合議性機構，隸屬於澳門特別行政區政府。委員會負責管轄本澳獸醫專業人士的資格認可、註冊制度、執業指引與紀律監管。
委員會由一名主席及至少六名委員組成，成員為本地或海外具備獸醫執業資格的人士，由行政長官委任，履行多元專業身份。市政署為其提供行政與技術支持，協助執行認證程序、發放執業執照、推動持續專業發展，以及處理執業中可能出現的違規個案。

## 沿革
- 2023年，《動物診療及商業業務法》及配套行政法規頒佈，明文設立「獸醫專業委員會」，為本澳首個負責獸醫執業認可及紀律監管之法定機構。[3]
- 同年7月，首屆委員會正式成立，並由主席主持首次全體會議，任命首批委員，任期三年。[4]
- 2024年，委員會展開首輪獸醫專業資格認可工作，並制定《獸醫專業資格認可準則》及《獸醫專業工作守則》。[5]
- 2025年，委員會發表年度回顧報告，總結一年來資格審查、執業註冊、專業培訓及普法推廣等工作成果。[6]

## 職能
獸醫專業委員會的主要職能包括：
- 擬定及修訂獸醫專業資格認可的標準與準則；
- 審核及認可申請人之獸醫專業資格，並負責註冊程序；
- 發放及註銷獸醫執業許可；
- 制定《獸醫專業工作守則》及其他執業規範；
- 推動及監督獸醫持續專業發展；
- 接收並審議對獸醫專業人員之投訴，並依據規定作出紀律處分；
- 向市政署提供與獸醫專業發展相關之建議與諮詢；
- 統計及評估獸醫執業狀況，編製年度報告。

委員會亦可按法定授權，處理其他與獸醫專業制度有關的事項。